# Andrés Mistage
Andrés Mistage (Valencia, Carabobo, 1981. szeptember 11. –) venezuelai modell, színész.

## Élete
Andrés Mistage Valencia-ban született 1981. szeptember 11-én Graciela Parilli és Jacobo Mistage gyermekeként.
Jelenlegi barátnője Kassiana Rosso, Osvaldo Ríos exfelesége.
2003-ban Carabobo állam képviseletében megnyerte a Mister Venezuela versenyt. Venezuela képviseletében indult a Mister World versenyen, ahol a legjobb 10 döntőjébe került.
2004-ben szerepet kapott a Venevision International Ángel Rebelde című telenovellájában. 2007-ben megkapta Jorge szerepét a Sarokba szorítva című telenovellában. Ezt követően a Telemundo csatornához szerződött, ahol olyan sorozatokban játszott, mint a Pecados Ajenos, A bosszú álarca, vagy az Alguien te mira.

## Filmjei
Telenovellák, webnovellák
| Év        | Eredeti Cím              | Cím              | Szerep            |
| --------- | ------------------------ | ---------------- | ----------------- |
| 2004      | Ángel Rebelde            |                  | Andrés            |
| 2007      | Acorralada               | Sarokba szorítva | Jorge             |
| 2007-2008 | Pecados Ajenos           | Bűnös szerelem   | Jeremy            |
| 2008-2009 | El Rostro de Analía      | A bosszú álarca  | Mandela           |
| 2010      | Perro Amor               |                  | Antonio barátja   |
| 2010      | El Fantasma de Elena     |                  | Octavio           |
| 2010-2011 | Alguien te mira          |                  | Amador Sánchez    |
| 2011      | Y vuelvo a ti            |                  | Armando del Valle |
| 2012      | Corazón apasionado       | Csók és csata    | Diogenes          |
| 2012      | El rostro de la venganza | Utolsó vérig     | Joaquín           |
| 2012      | Corazón valiente         | Több mint testőr | ügyvéd            |
| 2013      | Marido en alquiler       |                  | Guillermo         |

## Elérhetősége
- Twitter

## Fordítás
- Ez a szócikk részben vagy egészben  az   Andrés Mistage című angol Wikipédia-szócikk fordításán alapul.  Az eredeti cikk szerkesztőit annak laptörténete sorolja fel. Ez a jelzés csupán a megfogalmazás eredetét és a szerzői jogokat jelzi, nem szolgál a cikkben szereplő információk forrásmegjelöléseként.